# Principe del Brasile
Il principe del Brasile (in portoghese: príncipe do Brasil) era un titolo usato nel regno del Portogallo e conferito all'erede della Casa Reale di Braganza. 
Il titolo fu creato da Giovanni IV di Portogallo il 27 ottobre 1645 per suo figlio il principe Teodosio di Braganza, poco dopo l'indipendenza dal governo spagnolo. Durante il periodo dal 1645 al 1822, il titolo fu conferito sempre all'erede presuntivo al trono, che riceveva inoltre il titolo di duca di Braganza. Nel 1750, quando l'allora principe del Brasile salì al trono come Giuseppe I di Portogallo, egli concesse il titolo principesco (ma non quello di duca di Braganza) alla figlia Maria, la futura Maria I di Portogallo, supponendo di non riuscire ad avere figli maschi, come in effetti fu. Nel 1760, quando Maria sposò l'Infante Pietro, questi divenne principe del Brasile. 
Il modo in cui il titolo è stato trasmesso è molto simile a quanto avviene in Inghilterra per il titolo di duca di Cornovaglia e di Rothesay: il presunto erede al trono riceveva il titolo al momento dell'ascesa paterna come sovrano o, se il titolo era vacante, alla nascita; l'erede del principe del Brasile prendeva il titolo di principe di Beira e duca di Barcelos. 
Quando il Brasile entrò a far parte del Regno Unito di Portogallo, Brasile e Algarves, il titolo mutò in "principe reale del Regno Unito di Portogallo, Brasile e Algarves". Quando il Brasile divenne indipendente nel 1822, il titolo divenne principe imperiale del Brasile e venne utilizzato dalla casa imperiale del Brasile, conferendolo a tutti i figli di Pietro I del Brasile. L'indipendenza del Brasile costrinse il Portogallo a cambiare ancora una volta il titolo dell'erede presuntivo, trasformandolo in principe reale di Portogallo.

## I principi del Brasile
| Immagine | Nome                        | Erede di             | Nascita          | Principe del Brasile dal | Principe del Brasile fino al | Morte             | Nome da Re  | Principessa consorte                  |
| -------- | --------------------------- | -------------------- | ---------------- | ------------------------ | ---------------------------- | ----------------- | ----------- | ------------------------------------- |
|          | Teodosio di Braganza        | Giovanni IV          | 8 febbraio 1634  | 27 ottobre 1645          | 15 maggio 1653               | 15 maggio 1653    | –           | –                                     |
|          | Alfonso di Braganza         | Giovanni IV          | 21 agosto 1643   | 15 maggio 1653           | 6 novembre 1656              | 12 settembre 1683 | Alfonso VI  | –                                     |
|          | Giovanni di Braganza        | Pietro II            | 30 agosto 1688   | 30 agosto 1688           | 17 settembre 1688            | 17 settembre 1688 | –           | –                                     |
|          | Giovanni di Braganza        | Pietro II            | 22 ottobre 1689  | 1º dicembre 1696         | 9 dicembre 1706              | 31 luglio 1750    | Giovanni V  | –                                     |
|          | Pietro di Braganza          | Giovanni V           | 19 ottobre 1712  | 19 ottobre 1712          | 29 ottobre 1714              | 29 ottobre 1714   | –           | –                                     |
|          | Giuseppe di Braganza        | Giovanni V           | 6 giugno 1714    | 29 ottobre 1714          | 31 luglio 1750               | 24 febbraio 1777  | Giuseppe I  | Marianna Vittoria di Borbone-Spagna   |
|          | Maria Francesca di Braganza | Giuseppe I           | 17 dicembre 1734 | 31 luglio 1750           | 24 febbraio 1777             | 20 marzo 1816     | Maria I     | Pietro di Braganza                    |
|          | Pietro di Braganza          | Giuseppe I           | 5 luglio 1717    | 6 giugno 1760            | 24 febbraio 1777             | 25 maggio 1786    | Pietro III  | Maria Francesca di Braganza           |
|          | Giuseppe di Braganza        | Maria I e Pietro III | 20 agosto 1761   | 24 febbraio 1777         | 11 settembre 1788            | 11 settembre 1788 | –           | Benedetta di Braganza                 |
|          | Giovanni di Braganza        | Maria I              | 13 maggio 1767   | 11 settembre 1788        | 16 dicembre 1815             | 10 marzo 1826     | Giovanni VI | Carlotta Gioacchina di Borbone-Spagna |